# Neoplocaederus consocius
Neoplocaederus consocius är en skalbaggsart som först beskrevs av Francis Polkinghorne Pascoe 1859.  Neoplocaederus consocius ingår i släktet Neoplocaederus och familjen långhorningar.
Artens utbredningsområde är Sri Lanka. Inga underarter finns listade i Catalogue of Life.